# Gonodonta incurva
Gonodonta incurva är en fjärilsart som beskrevs av Jan Sepp 1852. Gonodonta incurva ingår i släktet Gonodonta och familjen nattflyn. Inga underarter finns listade i Catalogue of Life.

## Bildgalleri

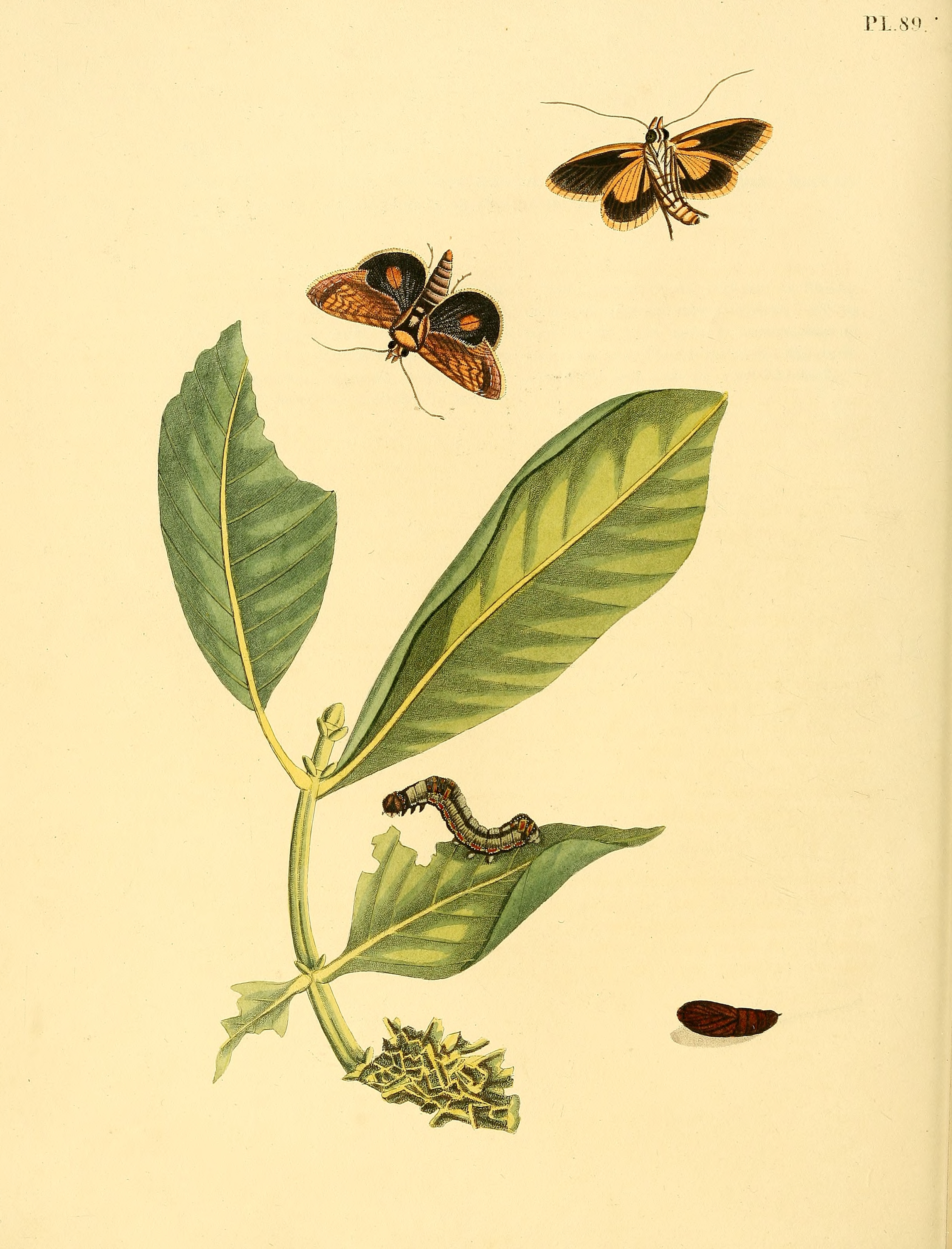